# スラムドアトレイン
スラムドアトレイン（英語:slam-door train）またはスラマー（英語:slammer）は、イギリスの鉄道車両のうち、手動の開き戸を備えた車両（特に気動車と電車）の総称である。この名前は、ドアを閉める時に出る音（「slam」は日本語でいう「バタン」に相当する擬音）に由来している。主にマーク1客車およびマーク2客車ベースの車両が該当する。なお、手動ドアを備えた客車（1世代後のマーク3客車まで）に関してもこの名称が用いられることがあるが、この用法はさほど一般的ではない。 
一部のスラムドアトレインは、設計上外側からしかドアが開けられなかった。このような車両では、旅客は車両の外側にあるドアノブを操作するため窓から身を乗り出す必要があった。 
近年導入されている車両の多くが両開き扉を2つ備えているのに対し、スラムドアトレインはより多くのドアを備えており、ボックスごとにドアが設けられているものも存在した。また、それぞれにドアを備え、相互の行き来ができない個室を持つコンパートメント方式の車両も存在したが、安全上の懸念や長時間の乗車でもトイレに行くことができないことなどが問題となり、これらの多くはのちに通路を持つ開放座席車へ改造された。 

## 歴史
スラムドアを採用した電車と気動車が多く導入されるようになったのは、イギリスの鉄道路線の電化が進んでからであった。スラムドアトレインが導入された初期の事例としては、1930年代にサザン鉄道がブライトンなどのロンドン南部へ向かう主要路線を第三軌条方式を用いてDC750Vで電化したときである。
1950年代には鉄道の近代化と蒸気機関車の廃止を目指したイギリス国鉄（BR）がスラムドアを採用した気動車を導入し広く運用されるようになった。全国の非電化路線に向けて1～3両編成からなる気動車が導入された。特にこれらは電化すると不経済な支線で重用された。これらの気動車は、後にそれぞれの設計により101-129形へ分類された。 

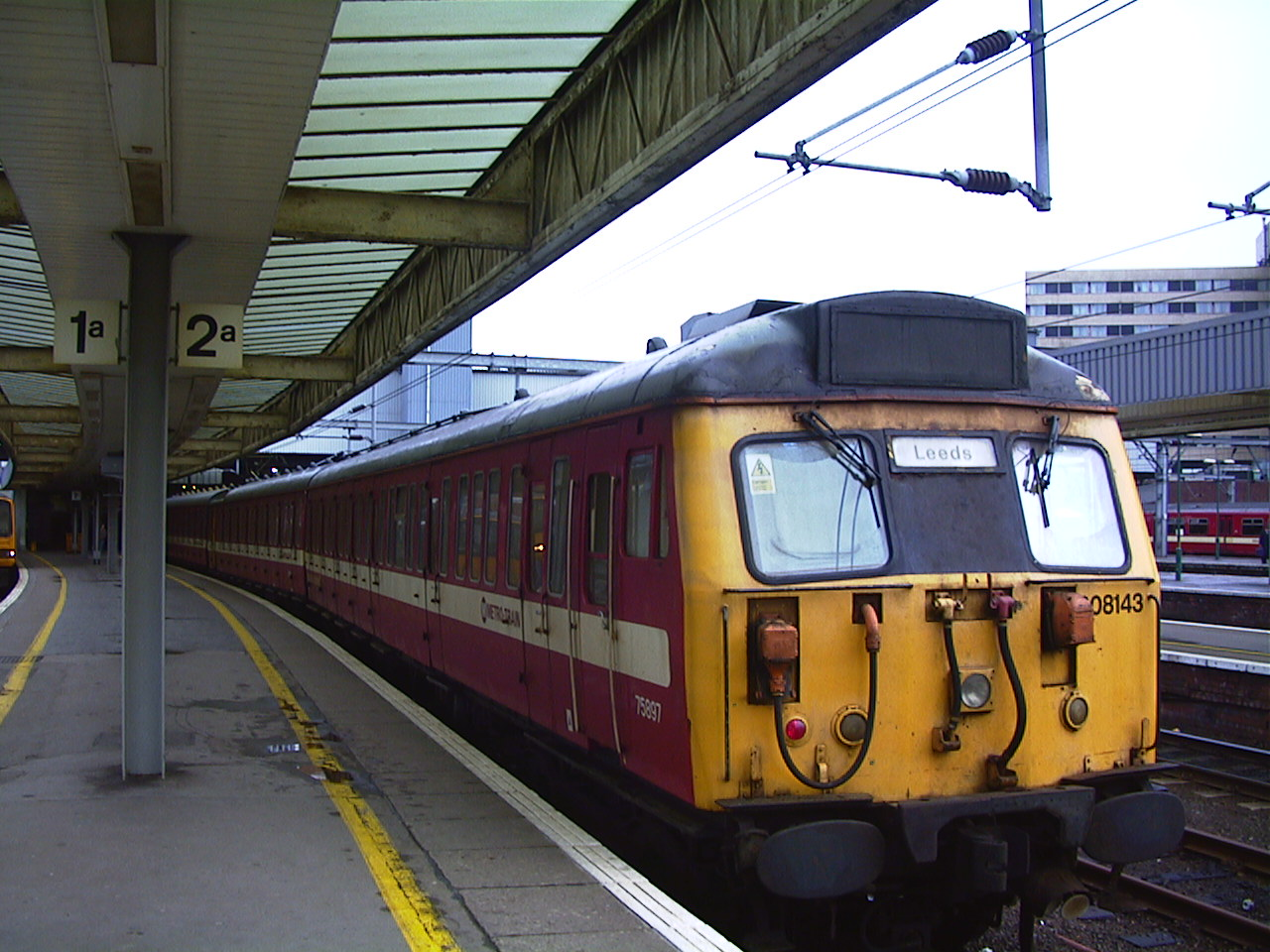
ノーザン・スプリントの308形電車 リーズ駅にて

この間にも、イギリス各地で使用するためにスラムドアを採用した電車が数多く製造された。ロンドンのリバプール・ストリート駅からサウスエンド＝オン＝シー駅、コルチェスター駅およびクラクトン駅へ向かう新たに電化された路線や、マンチェスター周辺のいくつかの路線に向けて交流電化に対応したスラムドアの電車が投入された。これらの交流電車は、設計によって302形から312形に分類された。ただし、同時期に導入されたグラスゴー近郊向けの303形、311形とグレート・イースタン本線向けの306形には、自動ドアが採用された。 
イギリス国鉄の南部地区では、1950年代から60年代にかけてそれまで使われていた車両から新しい第三軌条方式のスラムドア電車に置き換えられた。最初は個室構造を採用したの通勤形電車であった4-SUB（405形）と4-EPB（415形）が導入され、その後は長距離利用に配慮され快適性が向上した車両が導入され後者は21世紀の初め頃まで使われた。その中には4-CIG（421形）、4-CEP（411形）、および4-VEP（423形）が含まれる。前者の2形式はドアの数が少なく設計が似通っているが、後者は多く座席を密集させ多くのドアを備えた設計で、旅客の乗降時間を短縮することができた。 
サザン地区にも1950年代後半に201形をはじめとした新しいスラムドア気動車が導入された。これらはエンジンから出る独特な音から「サンパー（Thumper）」（擬音語「Thump」に由来）という愛称で呼ばれた。 

## 終焉
スラムドアトレインは、引き戸式の自動ドアを備えた新型車両によって徐々に置き換えられ、本線上からは2017年までに姿を消した。1990年代以降遠隔でドアをロックする機能が取り付けられたものの、スラムドアトレインは走行中を含め旅客が自由にドアを開けることができたため、ドアが閉まると自動的にロックされる新型車両の導入によって安全性が向上した。なお、保存鉄道などで現在も営業運行を続けている車両には、備えられている。 
イギリスの鉄道車両における引き戸の採用は1920年代にロンドン地下鉄で始まり、1930年代以降幹線を運営する鉄道会社にも数は限られていたものの引き戸を採用した電車が導入された。注目すべき例としてはロンドン・ミッドランド・アンド・スコティッシュ鉄道（LMS）がマージーサイドへ投入した502形と503形、ロンドン・アンド・ノース・イースタン鉄道（LNER）が発注（導入は国有化後）したグレート・イースタン本線向けの306形、およびマンチェスター - グロソップ線向けの506形がある。スコットランドのグラスゴー近郊では1960年代に導入された303形と311形に初めて引き戸が採用された。 
前述の車両はスラムドアトレインと同時期の導入であり、スラムドアトレインを置き換えることはなかったが、1972年に実験的な車両である445形「PEP」が登場し、さらに1970年代後半から1980年代初頭はこれから派生した313形交直流電車が登場すると、スラムドアトレインの時代の終わりが始まった。なお、この直前の1975年から1978年にかけて製造された312形が最後のスラムドアトレインとなった。1980年代に入るとロンドン周辺に455形が投入され、4-EPBを置き換えた。また、サウス・ウェスタン本線の全線電化が達成されて442形（5-WES）「ウェセックスエレクトリックス」が導入されるとスラムドアトレインの置き換えは更に進んだ。また、イギリス国鉄は同時期に新型気動車である150形「スプリンター」を導入した。 
1990年代には、旅客が自由にロックを外して開けることができたスラムドアについて、かなりの数の重大事故が発生したため、運転手や車掌などが操作する電気式の一斉ロック機構が導入された。これにより、1年あたりの列車からの転落事故による死者が急激に減少した。
スラムドアトレインは2005年に幹線級路線から撤退し、2017年に本線上での営業運転を終えた。最後までスラムドアトレインを使用していたのはチルターン・レイルウェイズであり、アリスバーリーからプリンセスリスバラの間で単行気動車の121形を運用していた。

## 保存
スラムドアトレインはさまざまな博物館や民間団体によって保存されているが、一部保存されていない形式もあり、特に交流電車についてはその傾向が強い。非電化のものが多い保存鉄道ではスラムドアの気動車が数多く運転されている一方で、電車は自走が困難であるために一般的にあまり運転されていない。 
また、アスベストが使用されていることも保存へのハードルとなっている。1980年代に改修工事が行われた際に一部で取り除かれた場合もあったが、多くのスラムドアトレインがアスベストを取り除くために焼却された。アスベストが残っている場合、購入を希望する者が処理を行わなければならない。これは非常に費用がかかる工程であるとともに車両に損傷を与えてしまう。

## 関連書籍
- Welch, Michael R. (31 October 2005). Slam Doors On The Southern. Capital Transport Publishing. ISBN 978-1854142962
- MacKay, Stuart (23 November 2006). British Railway First Generation DMUs in Colour for the Modeller and Historian. Hersham: Ian Allan. ISBN 978-0-7110-3156-2